# Gabrce
Gabrce so naselje v Občini Rogaška Slatina.